# Укајали
Укајали (шп. Ucayali) је река у Перуу, десна саставница реке Амазона. Њена дужина износи око 1.960 km (од извора реке Апуримак - 2.669,9 km). Површина басена износи око 375.000 km². Укајали настаје спајањем две мање речице Урубамба и Апуримак. У горњем току реке јављају се бројни слапови и водопади, а у средишњем и доњем току бројни меандри.
Укајали је прво носио име San Miguel, онда Ucayali, Ucayare, Poro, Apu-Poro, Cocama и Rio de Cuzco. Пловна је на дужини од око 1.200 km (мада бројке варирају од 965 до 1200), и представља важан водени пут у Перуу. По реци је и један регион Перуа добио име, регион Укајали. Јужно од града Икитоса, Укајали се састаје са реком Марањон и одатле почиње ток реке Амазон.